# Emanuele Filippini
Emanuele Filippini (* 7. März 1973 in Brescia, BS) ist ein ehemaliger italienischer Fußballspieler und aktueller -trainer.
Filippini spielte in seiner Jugend bei Brescia Calcio. 1992 kam er dann zu seinem ersten Profiverein CPR Ospitaletto. Bei diesem Verein spielte Emanuele drei Jahre, bis er 1995 zu Brescia Calcio zurückkehrte, wo er von nun an zehn Jahre unter Vertrag stehen sollte. Die ersten sieben Jahre war er Stammspieler bei Brescia, doch ab 2002 begann man, ihn an Klubs auszuleihen. Er spielte schließlich von 2002 bis 2005 bei drei etablierten Serie-A-Teams: der AC Parma, der US Palermo und Lazio Rom, in welchen er auch regelmäßig spielte. 2005 folgte dann ein Wechsel nach Treviso; als diese in die Serie B abstiegen, wechselte Filippini zum FC Bologna, der ebenfalls in der Serie B spielte, und verpasste in der Saison 2006/07 nur wenige Spiele.
Im Sommer 2007 wurde Emanuele Filippinis Wechsel zur AS Livorno bekannt. Bei diesem Verein spielte bereits sein Zwillingsbruder Antonio, mit dem er schon zuvor viele Jahre seiner Karriere gemeinsam spielte. Im Sommer 2009 gab der Mittelfeldakteur im Alter von 36 Jahren sein Karriereende als aktiver Spieler bekannt. Im Januar 2010 wurde er bei Brescia Calcio zum Co-Jugend-Trainer ernannt, die Filippini zusammen mit Omar Danesi trainiert.